# Diecéze Tarazona
Diecéze tarazonská je římskokatolická diecéze ve španělském Aragonském autonomním společenství (Provincie Zaragoza), jejíž sídlo je v Tarazoně. Biskupství v Tarazoně bylo založeno již v 5. století n. l., v období maurské nadvlády neměla biskupy, ale roku 1120, kdy byla oblast dobyta v rámci reconquisty, byla znovu obnovena. Diecéze je rozdělena do pěti arcikněžství:

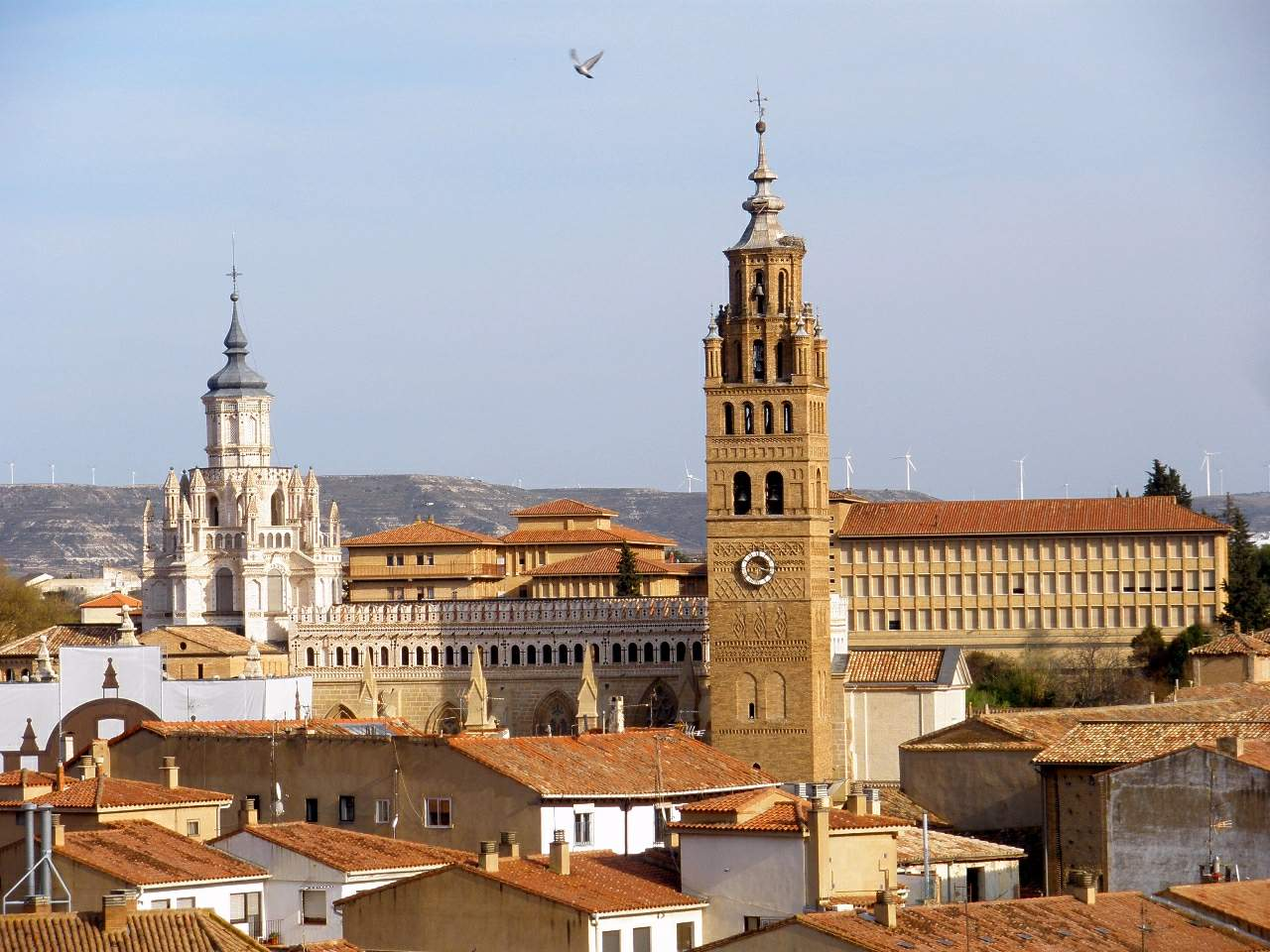
Tarazonská katedrála

- Arcikněžství Tarazona
- Arcikněžství Huecha
- Arcikněžství Bajo Jalón
- Arcikněžství Calatayud
- Arcikněžství Alto Jalón.